# Руски шпијуни у руско-украјинском рату
У контексту руско-украјинског рата, у периоду који је претходио и након руске инвазије на Украјину 2022. године, одређени број држављана Руске Федерације и других националности који раде за Русију јавно је идентификован као шпијуни или агенти Федерална служба безбедности (ФСБ), руска спољна обавештајна служба (СВР) или трећа обавештајне организације, Војне обавештајне службе (ГРУ). Свака рука има своје надлежности.
Називани „илегалци“, оперативци без дипломатске акредитације, агенти често проводе године стварајући лажне идентитете, живећи миран живот, иако се понекад преселе на локацију/државу са својим партнером, који може, али не мора да зна за њихове шпијунске активности и децу, који неће знати за њихове активности. Тешко их је идентификовати, живе животе налик нормалним људима.
У Европи постоји повећана опасност од шпијунирања, од којих су већина Руси. „У последње време интензивирани су контраобавештајни напори да трагају за илегалцима. „Ширина шпијунских операција Москве учинила је то јединственом претњом“, рекао је Јанез Стушек, директор словеначке обавештајне агенције СОВА до јуна 2022.
Иако је јасно да је мишљење руских оперативаца о спремности Украјине да заратаи као и спремности Украјине за рат било неутемељно, при чему је руска војска у фебруару 2022. очекивала да ће бити дочекана раширених руку, ово је у делом због чињенице да су прикривени покушаји Русије да дестабилизује Украјину у другој половини 2021. и почетком 2022. били неуспешни. Постојао је и неуспех руских обавештајних служби да схвате спремност Запада да подржи Украјину на дужи рок. У дипломатским круговима видимо неуспехе, углавном због масовног протеривања дипломата. Међутим, било је неких успеха, у сајбер ратовању, у медијима и на терену у окупираним областима Украјине. Много је теже утврдити ефикасност шпијуна на терену у другим земљама.
Поред „илегалаца“, преко 600 руских дипломата је идентификовано и проглашено за „персона нон грата“ 2022. и 2023. године и укинута им је акредитација, а један број је описан као „обавештајци који се маскирају као дипломате“ ' или представљају  забринутост за „националну безбедност“. Ова протеривања дипломата су обично имале контрареакцију, уз одмазду Русије против дипломата у амбасадама у Русији.
Шеф британске тајне обавештајне службе („МИ6“), Ричард Мур, известио је да је отприлике половина руских шпијуна који раде под дипломатским заштитом протерана из Европе до јула 2022.
Број случајева прекограничне идентификације и хапшења показује близак радни однос између различитих контрашпијунажних и безбедносних снага, посебно у земљама НАТО-а. МИ5 је потврдио да подаци о руским агентима деле европске земље.

## Илегалци
Термин „илегалци“ се односи на обавештајне агенте који раде без дипломатског покрића, откривени су у бројним земљама. Слично нормалним људима, многи су откривени комбинацијом њихових недавних активности и повећане позорности власти у земљама где ради.
Током 1920-их година Совјетски Савез није био признат од стране многих земаља и стога није добио дипломатско представништво. Министарство унутрашњих послова Совјетског Савеза (НКВД) слало је људе у иностранство дајући им лажну документацију и упутства да се настане у својој новој земљи и стекну контакте који би могли бити корисни у будућности. КГБ је користио исти систем из 1950-их. У Русији се зову разведчик, што је приближно речи 'извиђач'.
Русија је скоро јединствена по начину на који мења националност својих официра рођених у Русији и даје им године да изграде лажни идентитет у некој другој земљи, пре него што буду позвани да предузму одређени задатак за који ће можда требати деценије. Сматра се да број руских илегалаца није висок, вероватно мањи од 100, које су радиле ГРУ и СВР са својим главним циљем да се зближе са политичким, културним, индустријским и војним организацијама како би им омогућиле „уочавање талента“, идентификују људе који могу бити регрутовани од стране других.
„Илегалци“ се такође односи на локално становништво које је регрутовала Русија, шпијунске групе које су послате из Русије или других земаља које су наклоњене Русији у земље и мигранте који траже азил а који су заврбоваани да прикупљају обавештајне податке.

## Друге области шпијунирања
- Рибарски бродови – Руски рибарски бродови су оптужени да су шпијунирали подморске каблове, гасне и нафтоводе, истраживали ветропаркове и прислушкивали комуникације.[13][14]
- Сајбер малвер – САД тврде да су пореметиле дугогодишњи програм руског ФСБ малвера под називом „змија“, који је циљао многе НАТО рачунарске мреже широм света.[15][16]
- Сајбер напади на организације, као што су против Парламента Финске у априлу и августу 2022. и Међународног кривичног суда у септембру 2023.[17][18]
- Стварање подела и подстицање антивладиних акција – Немачка упозорава на антивладин насилни екстремизам који подстиче Русија.[19]
- Стицање санкционисане робе и њихово кријумчарење у Русију – Одређене земље су идентификовале кријумчаре технологије и санкционисаних добара.[20]
- Коришћење опреме за надзор на крововима разних руских амбасада.[21]
- Ометање избора у многим земљама света користећи своју шпијунску мрежу, државне медије и друштвене медије за ширење неповерења у резултате.[22]
- Наводно коришћење припадника Руске православне цркве ван Русије за ширење руске пропаганде и шпијунаже.[23]
- Подмићивање и тајне услуге; руска амбасада у Риму повукла је 4 милиона евра у готовини за 18 месеци из ненаведених разлога.[24]
- Коришћење предузећа основаних посебно у земљама ЕУ/Г7 за тајну куповину осетљиве/хи технолошке опреме, док наредбе за куповину дају руске обавештајне службе.[25]